# РГШ-30
РГШ-30 — автоматичний ручний піхотний гранатомет компанії «Високоточні системи», Україна.

## Історія
Приватна компанія «Високоточні системи» на виставці «Зброя та безпека-2016» (м. Київ) представила компактний 30-мм автоматичний гранатомет РГШ-30. Він використовує ті самі боєприпаси, що й станковий АГС-17 (ВОГ-17, ВОГ-30), але компактніший.
Крім того, у 2016 році розробники планували створити варіанти РГШ-30 під гранати калібрів 20, 25, 35 та 40 мм, але станом на січень 2018 року ніякої інформації немає.
Вважається, що це вкрай перспективний напрям, так як запаси боєприпасів для АГС-17 за три роки війни практично вичерпані, і Україна закуповує їх за кордоном (переважно в Болгарії).
Розробник позиціонує гранатомет як засоб вогневої підтримки штурмових груп. За розмірами і вагою приблизно відповідає рівню штурмової гвинтівки. Хоча ручний гранатомет має коротший ствол, ніж АГС-17, однак дальність стрільби сягає 1600 метрів.
Живлення гранатомета здійснюється змінними коробчастими магазинами на п'ять гранат типу ВОГ-17. За словами розробників, РГШ-30 призначений для виведення з ладу ворожої бронетехніки (БТР, броньовані автомобілі). Також гранатомет може бути ефективний під час зачистки приміщень.
Поки що існує лише дослідний зразок, який не проходив польових випробувань, тому складно оцінити як масу гранатомета, так і зручність застосування. На перший погляд, у зразку багато фрезерних робіт — можна говорити про те, що виробництво буде довгим і дорогим. Можливо, виробник перейде в ході виробництва на штамповані деталі.
Точних характеристик РГШ-30 невідомо.